# 乐安街道 (乐亭县)
乐安街道，是中华人民共和国河北省唐山市乐亭县下辖的一个街道办事处。

## 行政区划
乐安街道下辖以下地区：
新光社区、河东社区、河西社区、中心社区、瑞祥社区、宏光社区、曙光社区、茂源社区、东南社区、富强社区、健康家园社区、二街村、三街村、四街村、五街村、六街村、七街村、八街村、王庄上村、救阵温庄村、救阵蒙庄村、杨铁庄村、龙王庙村、柏庄村、双庙村、教场村、齐庄村、范庄村、西河漕村、蔡各庄村、郁庄上村、高安庄村和大吕庄村。